# Wojciech Hejnosz
Wojciech Hejnosz (ur. 3 kwietnia 1895 w Budach Łańcuckich, zm. 22 czerwca 1976 w Toruniu) – polski historyk prawa, archiwista, profesor Uniwersytetu Mikołaja Kopernika w Toruniu.

## Życiorys
Pochodził z niezamożnej rodziny chłopskiej, był synem Pawła i Katarzyny z domu Lasek. W latach 1906–1914 uczęszczał do gimnazjum w Jarosławiu, które ukończył z wyróżnieniem. W czasie I wojny światowej został powołany do Legionu Wschodniego armii austriackiej, od 1915 kilka lat spędził w niewoli rosyjskiej w Turkiestanie. Ochotniczo służył w Wojsku Polskim w czasie wojny polsko-bolszewickiej. 16 lutego 1921 został z dniem 1 stycznia 1921 mianowany podporucznikiem w piechocie z równoczesnym zaliczeniem do rezerwy i równoczesnym powołaniem do służby czynnej w 39 Pułku Piechoty Strzelców Lwowskich. Należał do grupy oficerów wywodzących się z byłej armii austro-węgierskiej. 8 stycznia 1924 został zweryfikowany w stopniu podporucznika ze starszeństwem z 1 czerwca 1919 i 1263. lokatą w korpusie oficerów rezerwy piechoty. Posiadał przydział w rezerwie do 39 pp w Jarosławiu.
W 1920 podjął studia w dziedzinie prawa i filozofii na Uniwersytecie Jana Kazimierza we Lwowie, m.in. u Przemysława Dąbkowskiego, Władysława Abrahama i Kazimierza Twardowskiego. Doktorat obronił w 1924 pod opieką Oswalda Balzera. W czasie studiów pracował jako aplikant w Archiwum Krajowym Aktów Grodzkich i Ziemskich (od 1929 był tam archiwariuszem), potem, do 1944 roku pozostawał w służbie archiwalnej na etacie w Archiwum Państwowym we Lwowie. W latach 1925–1929 był zatrudniony w Sądzie Okręgowym i Apelacyjnym we Lwowie oraz jako sędzia grodzki w Drohobyczu. W 1937 habilitował się na Uniwersytecie Lwowskim (na podstawie pracy Zagadnienie niewoli na Rusi Czerwonej pod koniec średniowiecza w świetle stosunków prawnych Polski i krajów sąsiedzkich) i został docentem w Katedrze Dawnego Prawa Polskiego. Brał udział w tajnym nauczaniu we Lwowie na poziomie uniwersyteckim w czasie II wojny światowej.
W marcu 1944 został kierownikiem Oddziału Archiwalnego w Tyńcu koło Krakowa (do stycznia 1945), przez kilka miesięcy 1945 prowadził wykłady z historii ustroju i prawa polskiego oraz prawodawstw słowiańskich na Uniwersytecie Jagiellońskim. W 1945 podjął pracę na Uniwersytecie Toruńskim; został kierownikiem Katedry Historii Państwa i Prawa Polskiego, w 1946 profesorem zwyczajnym. W latach 1958–1960 pełnił funkcję dziekana Wydziału Prawa. Przeszedł na emeryturę w 1965.
W latach 30. był członkiem Komisji Naukowej Towarzystwa Badania Historii Obrony Lwowa i Województw Południowo-Wschodnich. Od 1936 był członkiem korespondentem Towarzystwa Naukowego Warszawskiego, w 1937 został członkiem Komisji Historycznej Polskiej Akademii Umiejętności. Należał ponadto do Towarzystwa Naukowego we Lwowie (1932 członek przybrany), Polskiego Towarzystwa Historycznego (1937–1939 sekretarz, 1948–1962 wiceprezes), Towarzystwa Naukowego w Toruniu, Polskiego Towarzystwa Archeologicznego, Polskiego Towarzystwa Ludoznawczego.
W pracy naukowej zajmował się historią prawa polskiego oraz prawodawstw słowiańskich. Opracował i przygotował do wydania lauda sejmikowe halickie i chełmskie. Zajmował się położeniem i stanowiskiem prawnym ludności chłopskiej (do końca XVIII wieku). Dokonał porównania dziejów prawa w Polsce i Czechach na przestrzeni wieków. Przygotował do wydania Źródła do dziejów ekonomii malborskiej oraz lwowskie akta grodzkie i ziemskie (z indeksami). Ogłosił wiele prac naukowych, m.in.:
- „Ius Ruthenicale”. Przeżytki dawnego ustroju społecznego na Rusi Halickiej  XV wieku (1928)
- Rzut oka na dzieje skarbowości Polski przedrozbiorowej (1931)
- Kilka uwag o niewoli w I Statucie Litewskim (1934)
- Śp. prof. Oswald Balzer jako historyk praw słowiańskich (1934)
- Lauda sejmikowe chełmskie (1935)
- Deklaracja królewska z roku 1661 (1936)
- O zasadzie pertynencji w archiwistyce kilka uwag (1958)

Pochowany na Cmentarzu św. Jerzego w Toruniu.

## Ordery i odznaczenia
- Krzyż Komandorski Orderu Odrodzenia Polski (1965)
- Krzyż Oficerski Orderu Odrodzenia Polski (1956)
- Złoty Krzyż Zasługi (1938)[5][6]
- Medal Niepodległości (1928)